# Lingua ad accento fisso
Una lingua ad accento fisso è un idioma in cui la sillaba accentata di ogni parola, se non in rari casi, è sempre la stessa (sempre la prima, o sempre l'ultima, o sempre la penultima ecc.).
Le lingue ad accento fisso sono relativamente poco numerose e i principali esempi sono:
- il francese, il turco e l'armeno in cui l'accento fonico della parola, cioè quello che ne determina la corretta pronuncia, cade sempre (o quasi sempre) sull'ultima sillaba del termine.
- il polacco, in cui la penultima sillaba delle parole porta sempre l'accento.
- il ceco, lo slovacco, l'ungherese, il finlandese e  l'estone, che portano l'accento fonico sempre sulla prima sillaba.

Da ciò si nota come alcune lingue agglutinanti (turco, ungherese, finlandese ed estone) siano anche ad accento fisso.
Anche alcune lingue artificiali hanno un accento fisso: ad esempio, in esperanto l'accento cade sempre sulla penultima sillaba.